# Biologisk bekämpning

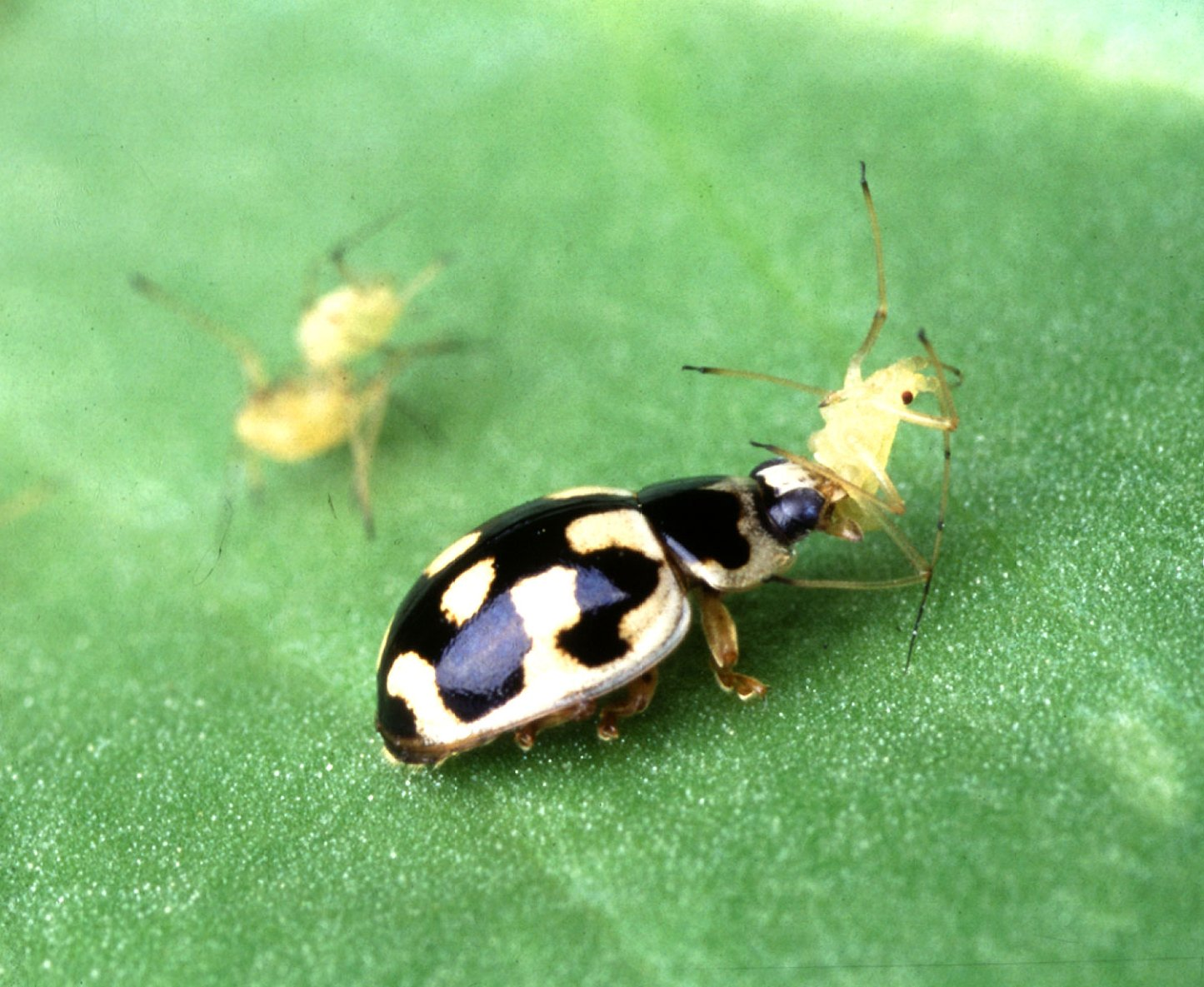
Nyckelpigor är viktiga för biologisk bekämpning av bladlöss.

Biologisk bekämpning är en metod för att bekämpa skadegörare (inklusive insekter, ogräs och växtsjukdomar) med hjälp av andra levande organismer. Metoden använder sig av naturliga processer som predation, parasitism eller herbivori, i motsats till bekämpning med kemiska bekämpningsmedel. Biologisk bekämpning är en viktig del av integrerat växtskydd (Integrated Pest Management).

## Användning
Intresset för biologisk bekämpning har ökat med ny kunskap om de skadliga konsekvenser som kemiska bekämpningsmedel kan ha på ekosystem och människors hälsa. Dessutom kräver ny lagstiftning minskad användning av kemiska bekämpningsmedel inom jordbruket.  En ökad efterfrågan på ekologiskt producerade varor gör också att biologiska bekämpningsmedel blir mer populära. Naturliga fiender till skadeinsekter inkluderar predatorer, parasiter och patogener. Några exempel på insekter som används i detta syfte är bland annat nyckelpigor som äter bladlöss och jordlöpare som äter snigelägg.
Mikroorganismer som används för att begränsa växtsjukdomar kallas antagonister. Biologiska bekämpningsmedel mot ogräs inkluderar organismer som äter frön, växtätare och andra organismer som är skadliga för växter.
Biologiska bekämpningsmedel kan användas i trädgårdsbruk, jordbruk, skogsbruk, djurhållning och akvakultur, men även i naturliga ekosystem. Ett exempel på det senare är spridning av bakterien Bacillus thuringiensis för att kontrollera insektslarver.
Idag används biologisk bekämpning mestadels i trädgårdsbruk och jordbruket. Sedan växtskyddsmedel som innehåller bakterien Pseudomonas chlororaphis introducerades i slutet av 90-talet, beräknas de ha ersatt mer än 1,5 miljoner liter kemiska medel.
Biologisk bekämpning har två stora fördelar jämfört med konventionell bekämpning. Dels lämnar den inte giftiga rester på samma sätt som kemiska medel, dels har de organismer som bekämpas betydligt svårare att bygga upp någon form av resistens eftersom även bekämpningsorganismen kan anpassa sig genom evolution.

## Fyra olika typer av biologisk bekämpning
Det finns fyra grundläggande typer av biologiska bekämpning:

### 1. Naturlig biologisk bekämpning
Naturlig biologisk bekämpning är den naturliga ”bakgrundsbekämpning” som naturliga fiender utför utan att vi människor alls har varit aktivt inblandade.

### 2. Bevarande biologisk bekämpning
Bevarande biologisk bekämpning innebär att  de naturliga fiender som redan finns på en plats stimuleras för att kunna bekämpa skadegörarna ännu bättre.

### 3. Tillsättande biologisk bekämpning
Vid tillsättande biologisk bekämpning tillförs bekämpningsorganismer, antingen för att förstärka en naturligt förekommande population eller med avsikten att organismen enbart ska överleva en kortare period. Ett exempel på det senare fallet är insekter eller spindeldjur som används i växthus, men som annars inte har förmågan att överleva i den klimatzon där den introduceras.

### 4. Klassisk biologisk bekämpning
Klassisk biologisk bekämpning innebär att man avsiktligt inför en naturlig fiende eller antagonist till en skadegörare i en ny miljö med avsikten att de ska etablera sig i den nya miljön och där bekämpa skadegöraren på längre sikt.

## Biologiska bekämpningsorganismer
Flera olika typer av organismer är viktiga inom biologisk bekämpning, till exempel mikroorganismer, insekter och andra mindre djur. De begränsar skadeorganismer genom predation, parasitism, patogenitet eller konkurrens. För att en art ska vara av betydelse för biologisk bekämpning är det viktigt att arten trivs i samma miljö som skadegöraren, och där effektivt kan bekämpa den. I naturliga ekosystem bidrar ofta flera olika organismer till den totala biologiska bekämpningseffekten. Även vid tillsättande biologisk bekämpning kan olika arter i vissa fall kombineras för bättre effekt mot skadegöraren.
Vid tillsättande biologisk bekämpning av skadegörare är det viktigt att bekämpningsorganismen inte har för bred målgrupp som den angriper, eftersom detta kan leda till skador på andra organismer i ekosystemet. Dessutom är det viktigt att de inte producerar toxiska substanser som kan skada andra organismer.
Produkter för biologisk bekämpning baserade på mikroorganismer innefattas ibland i begreppet ”biopesticider”. Detta inkluderar förutom mikroorganismer även biologiskt producerade biokemiska substanser, exempelvis växtextrakt och insektsfermoner. I USA har begreppet fått legal betydelse, eftersom det finns ett gemensamt regelverk för godkännande av biopesticider. Biopesticider har ofta förknippats med biologisk bekämpning, men innefattar alltså även ämnen som faller utanför den gängse definitionen av biologiska bekämpningsmedel.

### Bakterier
Bakterier är viktiga inom såväl bevarande som tillsättande biologisk bekämpning. Bakterier används främst för bekämpning av skadesvampar och skadeinsekter.

#### Bakterier som antagonister till växtpatogena svampar
I växternas rotzon finns en mängd bakterier som påverkar växten och andra organismer i dess närhet. Även i växtens kärlsträngar och på bladytor finns mängder med bakterier som påverkar hur växten mår. Bakteriers viktiga roll för växtens tillväxt och hälsa är väl dokumenterad för bakterier inom t.ex. släktena Pseudomonas,  Burkholderia och Bacillus). Inom jordbruket används exempelvis bakterien Pseudomonas chlororaphis sedan slutet av 1990-talet för fröbehandling mot svampsjukdomar i stråsäd.  Mot svampsjukdomar hos grönsaker och prydnadsväxter i växthus kan t.ex. bakterien Streptomyces griseoviridis användas, genom att sprayas eller vattnas ut i odlingarna.

#### Insektspatogena bakterier

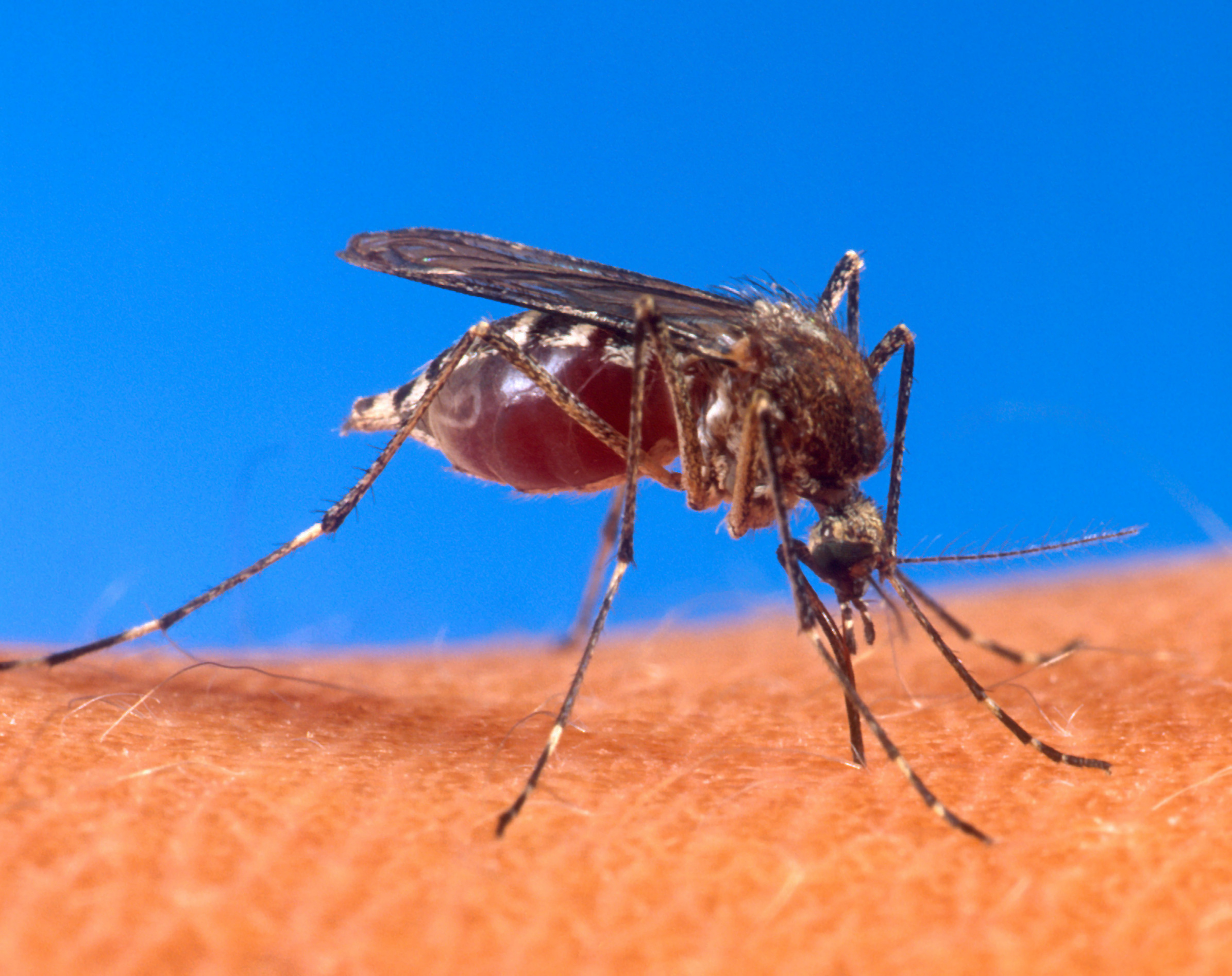
Bti används för att bekämpa stickmyggor, här en hona av arten Aedes aegypti.

Bacillus thuringiensis är en bakterie med världsvid användning för biologisk bekämpning av larver av myggor, flugor, malar, fjärilar och skalbaggar. Varianten Bacillus thuringiensis subsp. israelensis, Bti, används sedan flera decennier för bekämpning av myggor och flugor. Även andra Bacillus-arter som B. sphaericus och B. popilliae används för bekämpning av skadeinsekter.

#### Tillväxthämmande bakterier mot ogräs
Bakterier som kan hämma tillväxten av vissa växter, bland annat vissa bakteriestammar av släktet Pseudomonas, undersöks för biologisk bekämpning av ogräs.

### Svampar
Svampar är viktiga för biologisk bekämpning av olika skadegörare som till exempel insekter, andra svampar och växter i olika miljöer.

#### Svampar som antagonister till växtpatogena svampar
Antagonistiska svampar är viktiga inom biologisk bekämpning av växtpatogena svampar. Många antagonistiska svampar återfinns inom släktena Trichoderma och Gliocladium, men det finns flera andra exempel, varav vissa har utvecklats och saluförts för biologisk bekämpning av växtsjukdomar. Antagonistiska svampar kan användas för bekämpning av jordburna patogener. Ett exempel är olika arter av Trichoderma som är verksamma mot till exempel arter inom släktena Pythium, Fusarium och Rhizoctonia. Svampar kan också användas ovan jord, ett exempel är Ampelomyces quisqualis som använts mot mjöldagg inom trädgårdsodling. Jästsvampar har också använts för bekämpning av mögelangrepp vid lagring, till exempel Cryptococcus albidus och Candida oleophila mot arter inom Botrytis och Penicillium vid lagring av frukt. Ett exempel från skogsbruket är pergamentsvampen, Phlebiopsis gigantea som används för biologisk bekämpning av rottickan (Heterobasidion annosum) som orsakar rotröta hos gran och tall.

#### Insektspatogena svampar

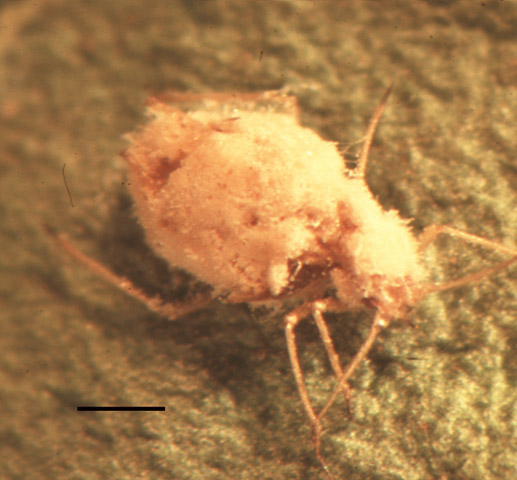
En bladlus, Myzus persicae, har dödats av svampen Pandora neoaphidis. Strecket till vänster är 0,3 mm.

Svampar som orsakar sjukdom hos insekter kallas för entomopatogena svampar och kan användas för biologisk bekämpning av skadeinsekter. Några exempel på insektspatogena svampar är: 
- Beauveria bassiana (mot vita flygare, trips, bladlöss och skalbaggar)
- Paecilomyces fumosoroseus (mot vita flygare, trips och bladlöss)
- Metarhizium spp. (mot skalbaggar och gräshoppor)
- Lecanicillium spp. (mot vita flygare, trips och bladlöss)

#### Växtpatogena svampar mot ogräs
Svampar kan också användas för biologisk bekämpning av invasiva växter och ogräs. Några arter som utvecklats till biologiska bekämpningsmedel mot ogräs tillhör släktena Alternaria och Colletotrichum.

### Nematoder
Nematoden Steinernema feltiae används kommersiellt för biologisk bekämpning av sorgmyggor. Det är inte nematoden i sig, utan bakterier av släktet Xenorhabdus som lever i nematodens tarmsystem, som angriper sorgmyggorna. Nematoderna fungerar som transportorgan och skydd för bakterierna och drar sedan nytta av att få döda insekter att livnära sig på. Phasmarhabditis hermaphrodita är en mikroskopisk nematod som dödar sniglar, och livnär och reproducerar sig inuti snigelkroppen. Nematoden appliceras genom att den vattnas ut på fuktig jord, och ger skydd i upp till sex veckor under optimala förhållanden. Nematoder kan också bekämpa skadesvampar. Dessa svampätande nematoder har en muntagg, som de sticker in i svampceller för att konsumera cellinnehållet varvid svampcellerna dör.

### Insekter och spindeldjur

#### Rovlevande insekter och spindeldjur
Rovlevande insekter och spindeldjur konsumerar ett stort antal byten under sin livstid och många arter bidrar till biologisk bekämpning av insektsskadegörare. Nyckelpigor och deras larver äter stora mängder bladlöss, kvalster, sköldlöss och små larver. Nyckelpigor bidrar till effektiv biologisk bekämpning av bladlöss i ett flertal grödor och de används inom tillsättande biologisk bekämpning i särskilt växthus på många håll i världen. Till exempel används nyckelpigan Cryptolaemus montrouzieri i växthus och andra inomhusmiljöer för bekämpning av ullöss och sköldlöss. Nyckelpigor har även använts i klassisk biologisk bekämpning. Ett lyckosamt exempel är nyckelpigan Rodolia cardinalis, en australisk art som infördes till Kalifornien i slutet på 1800-talet och där fortfarande effektivt bekämpar sköldlusen Icerya purchasi på citrus. Men det finns även fall där klassisk biologisk bekämpning med nyckelpigor fått stora negativa konsekvenser eftersom de angripit andra arter i naturen. Ett exempel är den asiatiska harlekinnyckelpigan som är mycket aggressiv mot andra nyckelpigearter och nu sprider sig över Europa och Nordamerika.

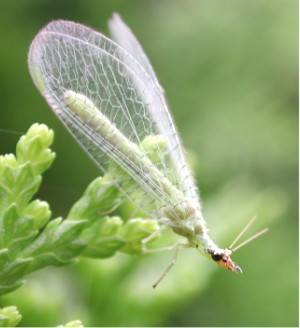
Nätvingar är en grupp rovlevande insekter som lever av bladlöss och andra små insekter.

Larverna av många blomflugearter livnär sig huvudsakligen på bladlöss. En blomflugelarv äter upp till femtio bladlöss om dagen, eller runt 1000 under sin livstid. De äter också spinnkvalster och små larver. Vuxna blomflugor äter nektar och pollen, som de behöver för äggproduktionen. Man kan gynna blomflugor genom att plantera blommande växter som exempelvis honungsört. Nätvingar är en grupp rovlevande insekter som lever av bladlöss och andra små insekter. Guldögonsländor är en vanlig grupp nätvingar i naturen som även kan tillsättas i växthus för biologisk bekämpning. Chrysoperla carnea är en art av guldögonsländor som säljs som biologiskt växtskyddsmedel mot bladlöss, tripsar och stritar i växthus. Nätvingarna gynnas av blommande växter eftersom de vuxna individerna äter nektar och pollen. Jordlöpare, kortvingar och spindlar är viktiga generalistiska rovinsekter som äter många typer av bytesdjur, inklusive bladlöss, larver, snigelägg med mera. Generalistiska rovdjur av detta slag finns ofta på plats när skadegörarna koloniserar en gröda och de kan göra stor nytta så länge skadegörarna inte är så många. Man kan gynna marklevande fiender genom att anlägga skalbaggsåsar, eller bevara gräsmarker i fältens närhet.
Rovskinnbaggar är viktiga rovdjur på många olika insekter. Ett exempel är bladbaggar på Salix vars populationsstorlek i många fall begränsas av rovskinnbaggar. Många arter lever på en blandning av bytesdjur och växtmaterial. Flera rovskinnbaggar finns i handeln för utsättning i växthus, exempel är ängsskinnbaggen Macrolophus caliginosus mot bladlöss, mjöllöss och spinnkvalster, och näbbskinnbaggen Orius majusculus mot bladlöss och trips.
Rovkvalster är viktiga rovdjur särskilt på olika arter av spinnkvalster, men de äter även andra smådjur. Flera arter saluförs för utsättning i växthus och tunnlar, men de kan även användas på friland i till exempel jordgubbsodlingar.
Andra viktiga rovinsekter är gallmyggor, tvestjärtar, tusenfotingar och rovlevande sländor.

#### Parasitoida insekter
Parasitoider lägger sina ägg på eller i kroppen av ett värddjur, vilket sedan används som föda för att utveckla larver. Värden dör slutligen. De flesta insektsparasitoider är steklar eller flugor, och de har oftast ett relativt snävt värdspektrum. Parasitsteklar används inom alla typer av biologisk bekämpning. De är den vanligaste gruppen inom klassisk biologisk bekämpning, de används i tillsättande biologisk bekämpning både i växthus och utomhus, och de kan gynnas genom bevarande biologisk bekämpning exempelvis genom att plantera nektarproducerande växter, eller genom att bevara deras övervintringsplatser. Viktiga parasitoider för biologisk bekämpning finns bland annat inom stekelfamiljerna bracksteklar, glanssteklar och i överfamiljen Ichneumonidea. Bland flugorna finns flera viktiga parasitoider inom familjen Tachinidae.
Flera parasitistekelarter är viktiga fiender till rapsbaggar som gör stor skada i oljeväxtodlingar. Dessa steklar kan gynnas genom att undvika jordbearbetning efter skörd eftersom de förpuppar sig i jorden. För bekämpning i växthus finns flera parasitstekelarter tillgängliga. Ett exempel är Encarsia formosa som kan användas mot vita flygare i tomat och prydnadsväxtodlingar. Ett exempel på en skadegörare som framgångsrikt bekämpas med klassisk biologisk bekämpning med en parasitstekel är ullsköldlusen Phenacoccus manihoti på kassava i Afrika. Phenacoccus manihoti kommer liksom kassava ursprungligen från Sydamerika, upptäcktes i Afrika i början av sjuttiotalet, och började snart göra stor skada i många afrikanska kassavaodlingar. År 1981 importerades parsasitstekeln Apoanagyrus lopezi från Sydamerika och den kontrollerar nu P. manihouti effektivt i de flesta fält. Den ekonomiska vinsten med denna biologiska bekämpning har beräknats till mellan 9 och 20 miljarder US dollar.

### Daggmaskar och småringmaskar
Daggmaskar och småringmaskar kan påverka patogena svampar såväl direkt, genom att de äter dem, och indirekt, genom att de sprider dem. De har också en indirekt påverkan genom att de förändrar markmiljön eftersom de sönderdelar organiskt material, gräver och blandar runt jorden, genom sin avföring och genom att de påverkar andra markmikroorganismer.
I växthus och fältförsök har sjukdomar orsakade av svamparna Rhizoctonia solani och Gaeumannomyces graminis minskat i närvaro av daggmaskarna Aporrectodea rosea och Aporrectodea trapezoides. Den troliga bakomliggande mekanismen är att maskarna äter av svamparnas mycel, och därmed begränsar deras tillväxt.
Djuplevande daggmaskarter, som Lumbricus terrestris och Aporrectodea longa, som tar växtrester från jordytan och drar ner dem i jorden, kan minska förekomsten av vissa växtpatogener, till exempel olika arter inom släktet Fusarium . Man har funnit att daggmasken Lumbricus terrestris på detta vis begravt upp till 90% av nedfallna äppelblad, och därigenom minskat förekomsten av svampen Venturia inaequalis, som orsakar äppelskorv, följande vår.

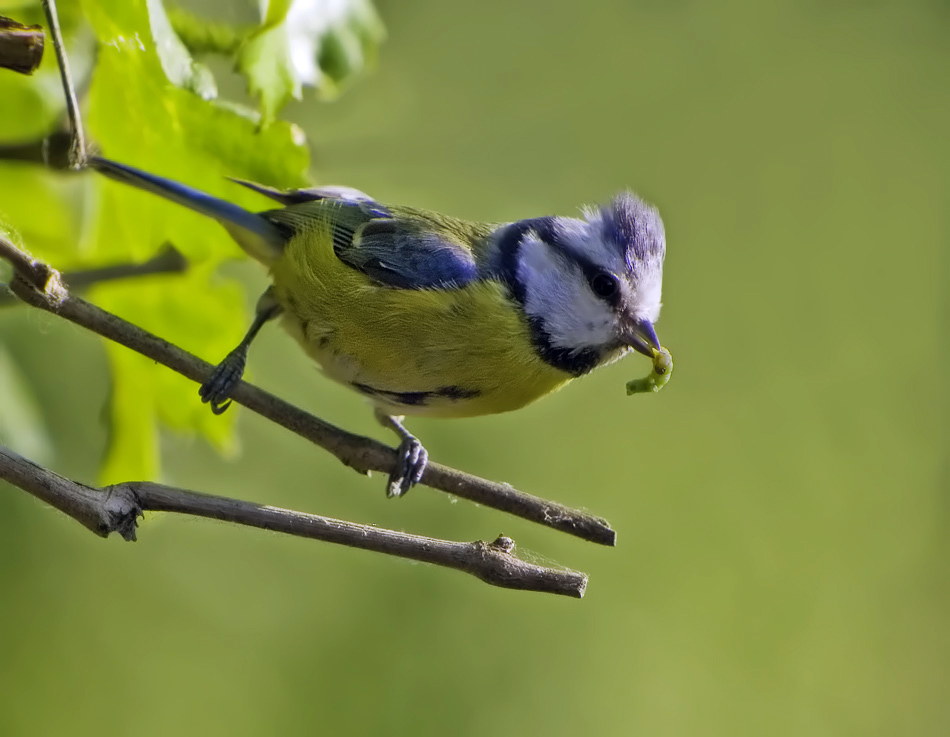
Blåmesen är ett exempel på en fågelart som äter insektslarver och därmed kan minska förekomsten av skadegörare.

### Övriga djur
Många större djur kan genom att påverka förekomsten av skadedjur vara av betydelse för biologisk bekämpning, till exempel grodor, paddor, ödlor, igelkottar, fladdermöss och fåglar.

## Säkerhet och regelverk
Det är delvis olika frågor som står i fokus vid en säkerhetsbedömning av ett biologiskt bekämpningsmedel om avsikten är klassisk, tillsättande eller bevarande biologisk bekämpning. Vid klassisk måste särskild uppmärksamhet ges till att det är en för regionen ny organism som introduceras. Utvärderingen måste därför omfatta noggranna undersökningar av organismens spridningsförmåga och potential att även ha effekter på andra organismer än skadeorganismen. Vid bevarande biologisk bekämpning stimuleras redan förekommande arter och man kan därför anta att eventuella effekter på icke-målorganismer till stor del är övergående. Bevarande biologisk bekämpning är inte heller reglerad i lag.
En annan faktor av betydelse för säkerhetsbedömningen är om den använda bekämpningsorganismen är en mikroorganism respektive en insekt eller annat smådjur. Det finns ganska stora likheter mellan mikroorganismerna och nyttodjuren med avseende på vilka slags sidoeffekter de skulle kunna ha i miljön. Däremot är en viktig skillnad mellan dessa organismgrupper att för mikroorganismerna måste större vikt läggas i bedömningen av om organismen eventuellt skulle kunna orsaka sjukdom eller toxicitet hos människor.

### Regelverk
Regelverken för godkännande av biologiska bekämpningsmedel skiljer sig åt beroende på om nyttoorganismen är en mikroorganism eller en insekt eller annat smådjur. I många länder i olika delar av världen är saluförsel och användning av mikrobiologiska bekämpningsmedel reglerad. I EU är mikroorganismer för biologisk bekämpning kategoriserade utifrån det avsedda användningsområdet, som antingen växtskyddsmedel eller biocider (i princip de bekämpningsmedel som inte är växtskyddsmedel), och kräver godkännande som sådana. Efter godkännande av den aktiva mikroorganismen på EU-nivå skall de formulerade bekämpningsmedlen godkännas nationellt. Detta görs numera istället för i enskilda länder i tre större klimatzoner. För insekter och andra smådjur finns ingen gemensam europeisk lagstiftning, utan hanteringen av frågan skiljer sig åt mellan olika länder.